# Estación de École Vétérinaire de Maisons-Alfort
École Vétérinaire de Maisons-Alfort (en español: Escuela Veterinaria de Maisons-Alfort) es una estación del metro de París situada en la comuna de Maisons-Alfort, al sur de la capital. Pertenece a la línea 8. 

## Historia
Fue inaugurada el 19 de septiembre de 1970 convirtiéndose así en terminal de la línea hasta el 27 de abril de 1972
Situada en Maisons-Alfort, debe su nombre a la Escuela nacional de veterinaria. 
Sus pasillos fueron renovados en el año 2009. 

## Descripción
Se compone de dos andenes laterales y de dos vías.
La estación está diseñada con paredes verticales y techo plano. Su revestimiento, que no cubre toda la pared, corre a cargo de azulejos de color crema que se intercalan con otros más oscuros. Aunque no es un revestimiento habitual no es exclusivo de esta estación. La iluminación tampoco responde a ningún estilo definido recorriendo ambos andenes a través de estructuras rectangulares de color blanco que proyectan su luz únicamente hacia abajo. La señalización, por su parte, usa la moderna tipografía Parisine donde el nombre de la estación aparece en letras blancas sobre un panel metálico de color azul. Por último, los asientos de la estación son los modernos Coquille o Smiley, unos asientos en forma de cuenco inclinado para que parte del mismo pueda usarse como respaldo y un hueco en la base en forma de sonrisa. Los mismos están presentes en dos colores, el verde y el azul claro.